# Farbannahme
Farbannahme bezeichnet die Annahme einer Druckfarbe (2) auf einer zuvor gedruckten Druckfarbe (1) im Nass-in-Nass-Druck. Das Farbannahmeverhalten (FA) bezieht sich messtechnisch auf Volltondichten (D). Alle Farbdichten werden mit dem Farbfilter der zweiten Farbe gemessen.

## Berechnungsverfahren
{\displaystyle \mathrm {D_{1}} }= Nebendichte der Druckfarbe (1), {\displaystyle \mathrm {D_{2}} }= Dichte der Druckfarbe (2) und {\displaystyle \mathrm {D_{12}} }= Dichte des Übereinanderdrucks 

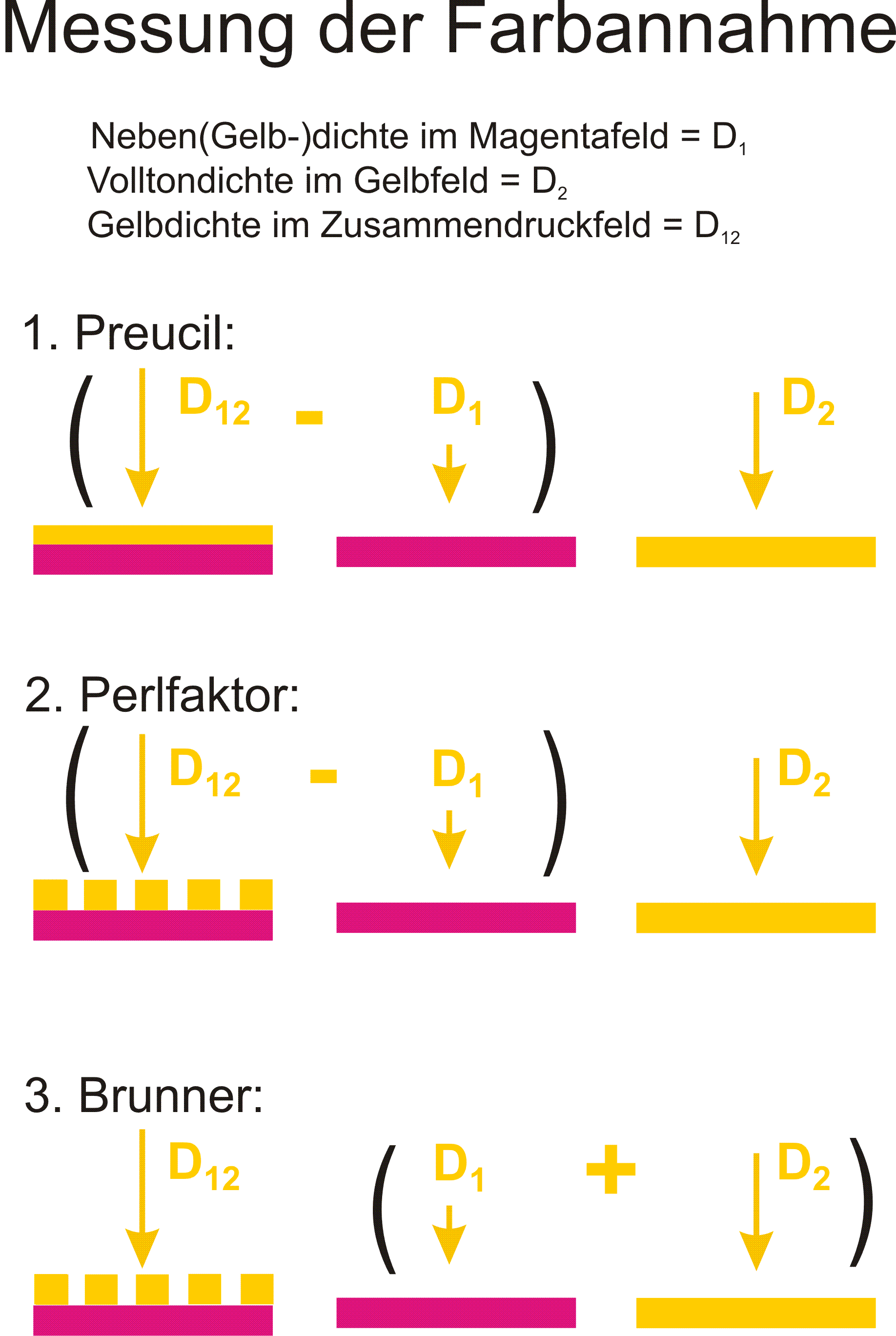
Skizzenartige Beschreibung der drei Berechnungsmodelle für die Farbannahme im Zusammendruck

Die Literatur gibt drei Varianten zur Berechnung der Farbannahme aus densitometrischen Daten:

### Farbannahme nach Preucil
In der Praxis ist diese Methode auf Grund ihrer Einfachheit am gebräuchlichsten. Die Formel nach Preucil geht von dem Modell aus, dass die Farbschichten planparallele Platten sind. Sie gibt die Ergebnisse einer gravimetrischen Bestimmung der Farbannahme an Labordrucken am besten wieder.
{\displaystyle \mathrm {FA\%={\frac {D_{12}-D_{1}}{D_{2}}}\times 100\%} } 

### Farbannahme nach A.Ritz
Diese Perlfaktor genannte Methode behandelt die zweite Farbschicht wie einen Raster, eine perlig aufliegende Farbe. Die Formel ähnelt daher der Murray-Davies-Formel. Anstelle der dortigen Rasterdichte wird hierbei die Differenz aus Zusammendruck {\displaystyle D_{12}} und Dichte der unteren Farbe {\displaystyle D_{1}} benutzt und an Stelle der Volltondichte bei Murray-Davies verwendet Ritz die Dichte der zweiten Farbe {\displaystyle D_{2}}, wo sie alleine auf dem Papier liegt.
{\displaystyle \mathrm {FA\%={\frac {1-10^{-(D_{12}-D_{1})}}{1-10^{-D_{2}}}}\times 100\%} } 

### Farbannahme nach Brunner

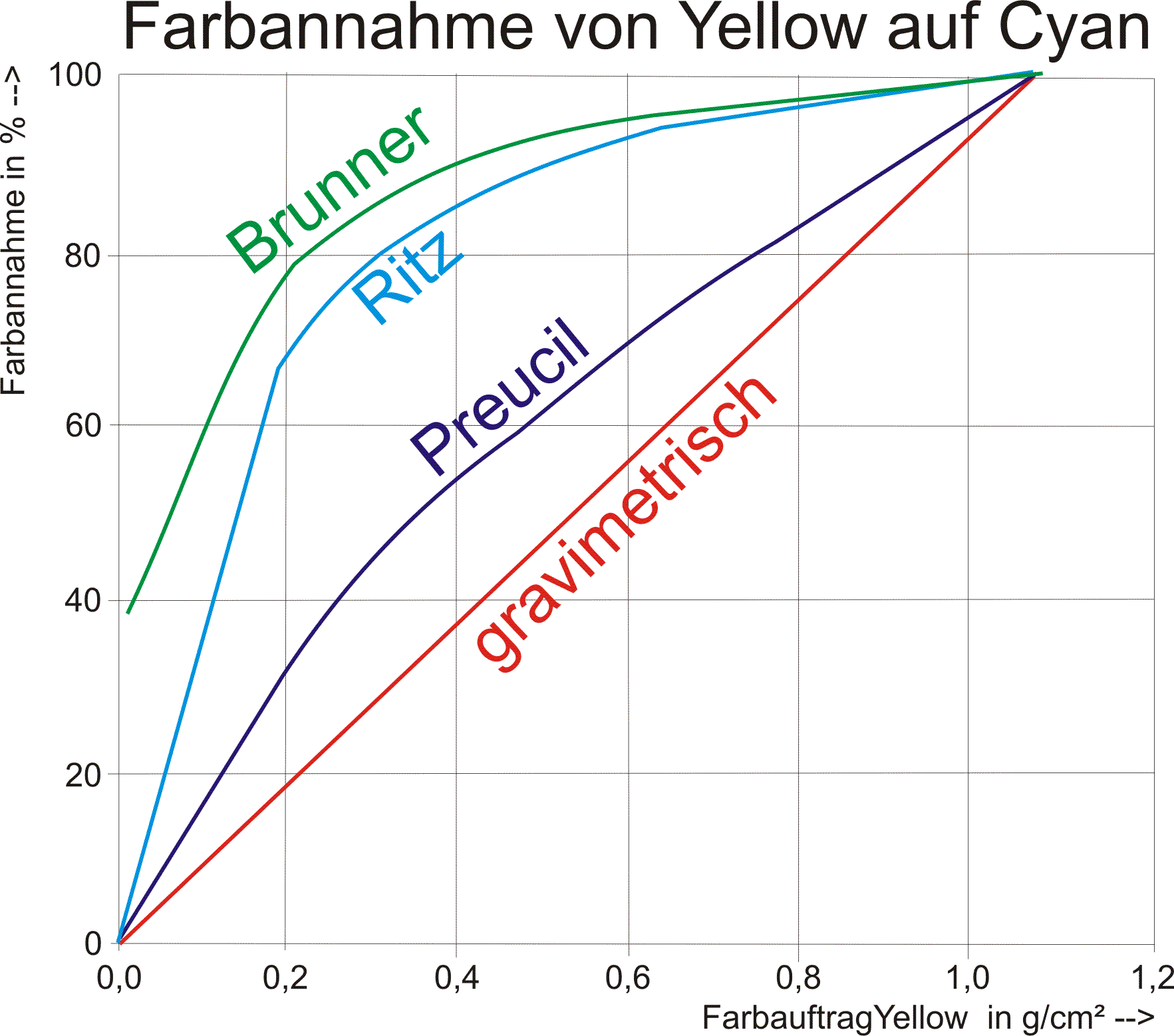
Die Farbannahme im Zusammendruck, Vergleich der unterschiedlichen Berechnungsmodelle mit der gravimetrischen Bestimmung

Die Formel von System Brunner geht ebenfalls von einer Überlegung wie bei der Murray-Davies-Formel aus und vergleicht den Zusammendruck {\displaystyle D_{12}} (anstelle dessen Rasterdichte) mit der Summe beider Einzelmessungen {\displaystyle D_{1}} und {\displaystyle D_{2}} statt der Volltondichte. Damit soll diese Berechnungsformel die visuelle Farbverschiebung durch die unvollständige (zweite) Farbannahme beschreiben.
{\displaystyle \mathrm {FA\%={\frac {1-10^{-D_{12}}}{1-10^{-(D_{1}+D_{2}})}}\times 100\%} } 
Naturgemäß müssen alle drei Berechnungsweisen zu (grob) unterschiedlichen Ergebnissen für die Farbannahme in Prozent führen, weil sie von grundverschiedenen Aussagen ausgehen. Im Diagramm Vergleich der Formeln für Farbannahme sind sie einander gegenübergestellt und mit Angaben aus gewogenen Laborandrucken verglichen.

## Die Farbannahme in unterschiedlichen Druckverfahren
- Lösemittelhaltige Druckfarben trocknen weitgehend schon während des Laufs in der Maschine von einem Druckwerk zum nächsten. Wenigstens verfestigen sie sich in dem kurzen Zeitintervall so weit, dass die jeweilige Folgefarbe auf einen praktisch festen Untergrund trifft und dort in fast der gleichen Schichtdicke angenommen wird wie auf dem trockenen Bedruckstoff. Das entspricht einer hundertprozentigen Farbannahme und gilt sowohl im Tiefdruck als auch im Flexo- und Siebdruck.
- Die pastösen (pastenartigen, spachtelfähigen) Farben des Buchdrucks und des Offsetdrucks verfestigen sich durch Wegschlagen der Verdünner in den Bedruckstoff. Dieser Vorgang ist zu langsam für den nass-in-nass-Druck. Sobald in einem Folgewerk eine zweite Farbe auf eine vorgedruckte erste trifft, ist diese noch weich, und die Gefahr besteht, dass sich beide miteinander vermischen und nicht die zweite rein auf die erste gedruckt wird.
- Im Buchdruck und im wasserlosen Offsetdruck werden reine Farben verdruckt, also keine Emulgate. Hier bestimmen ihr innerer Zusammenhalt (Kohäsion) und ihre Klebrigkeit (Adhäsion) die Farbübertragung. Man stellt die Farbzügigkeiten (auch Tack genannt) eines Farbsatzes abgestuft ein, die erste am höchsten und folgende immer niedriger. Dadurch wird immer die niedriger zügige Farbe auf die höher zügige übertragen. Ein Satz Skalenfarben muss immer in der festgelegten Reihenfolge verdruckt werden.
- Anders arbeitet der konventionelle Offsetdruck mit Feuchtmittel. Das Emulgat, das sich aus Farbe und Feuchtmittel bis zum Gummituch gebildet hat, wird beispielsweise auf Papier gedruckt. Innerhalb kürzester Zeit schlägt das sehr niedrigviskose Feuchtmittel in den Bedruckstoff weg, und die Zügigkeit des Emulgats springt schlagartig von der „Nasszügigkeit“ zur „Trockenzügigkeit“ der frischen Farbe. Diese hängt dadurch ausreichend fest zusammen, um im Folgewerk das nächste Farbemulgat festzuhalten. Deshalb kann im Nassoffset die Druckreihenfolge der Skalenfarben getauscht (umwaschen) werden, ohne dass katastrophale Bildfehler entstehen.